# Oulu (Wisconsin)
Oulu es un municipio del condado de Bayfield, Wisconsin, Estados Unidos. Tiene una población estimada, a mediados de 2022, de 573 habitantes.
Abarca una zona exclusivamente rural.

## Geografía
El municipio está ubicado en las coordenadas 46°37′58″N 91°29′24″O / 46.63278, -91.49000. Según la Oficina del Censo de los Estados Unidos, tiene una superficie de 91.7 km², correspondientes en su totalidad a tierra firme.

## Demografía
Según el censo de 2020, en ese momento había 560 personas residiendo en la zona. La densidad de población era de 6.1 hab./km². El 94.82% de los habitantes eran blancos, el 0.36% eran afroamericanos, el 0.36% eran amerindios, el 0.18% era de otra raza y el 4.29% eran de una mezcla de razas. Del total de la población, el 1.61% eran hispanos o latinos de cualquier raza.